# 山口重信
山口 重信（やまぐち しげのぶ）は江戸時代の武将。山口重政の次男。母は小坂雄吉の娘。正室は石川康通の娘（あるいは石川忠義の娘）で大久保忠隣の養女。幼名は熊丸、長次郎。
尾張国清洲で誕生。慶長2年（1597年）に徳川秀忠に謁見する。慶長14年（1609年）12月27日、従五位下、伊豆守に叙任。その後、大久保忠隣の養女を正室に迎えたが、その縁談が正式な幕府の許可を受けていないものとされたため、慶長18年（1613年）1月6日に父・重政は改易され、父と共に武蔵国入間郡越生庄の龍穏寺に蟄居させられた。
慶長19年（1614年）、大坂冬の陣に伴い戦功を立てようと父と共に大坂に向かうが、箱根の関所で止められたため一旦龍穏寺に帰った。そして、関所の通過が容易な商人に扮装し、東山道経由で大坂に赴くが、既に和議が成立していたため再び龍穏寺に帰った。
そして翌年の大坂夏の陣では井伊直孝の軍に属して奮戦するが、八尾・若江の戦いで木村重成に討ち取られて戦死。享年26。法名は傑山宗英大雄院。